# 鼻中隔下制筋
鼻中隔下制筋（びちゅうかくかせいきん）は人間の頭部の浅頭筋のうち、鼻部周囲にかけての鼻筋群のなかで鼻中隔を下方にひく筋肉である。筋肉の一方が皮膚で終わっている皮筋である。
人間において、鼻中隔下制筋の起始は口輪筋より起こり、鼻中隔に停止する。

## 画像

鼻中隔下制筋の位置。赤色で示す